# Новостроєво (Озерський міський округ)
Новостроєво (рос. Новостроево) — селище Озерського міського округу, Калінінградської області Росії. Входить до складу Новостроєвського сільського поселення.
Населення —  613 осіб (2015 рік). 

## Населення
| 1818 | 1863 | 1885 | 1905 | 1910 | 1925 | 1933 |
| ---- | ---- | ---- | ---- | ---- | ---- | ---- |
| 162  | ↗379 | ↘192 | ↗532 | ↗600 | ↘586 | ↗819 |
| 1939 | 2002 | 2010 |      |      |      |      |
| ↗872 | ↘691 | ↘613 |      |      |      |      |